# 管梅谷
管梅谷（1934年—），男，上海人，中国數學家，中國最優化研究專家。因郵遞員問題而聞名。曾兼為中国运筹学会副理事长、第六、七届全国政协委员等職。2016年榮獲中国运筹学会科学技术奖-终身成就奖。

## 生平
1984年至1990年担任山东师范大学校長。1990年至1995年任復旦大學運籌學系主任。之後他搬到了澳大利亚墨尔本皇家理工学院的商学院。

## 代表出版物
- Kwan, Mei-ko,  [Graphic programming using odd or even points], Acta Mathematica Sinica, 1960, 10: 263–266  [2019-05-23], MR 0162630, （原始内容存档于2017-04-21） （中文）中。 翻译在 中学 1、美国数学学会，1962年,pp。  点为273-277.
- Guan, Meigu; Zheng, Handing,  [Linear Programming], Shandong Science and Technology Press, 1983 （中文）中。
- Guan, Meigu, , Discrete Applied Mathematics, 1984, 9 (1): 41–46, MR 0754427, doi:10.1016/0166-218X(84)90089-1中。
- Guan, Meigu, , , Annals of the New York Academy of Sciences 576, New York: New York Academy of Sciences: 203–218, 1989, MR 1110817, doi:10.1111/j.1749-6632.1989.tb16400.x中。